# Nationalparks in Honduras
Honduras verfügt neben Costa Rica über die nach Anzahl meisten Schutzgebiete in Zentralamerika.
Die Weltnaturschutzorganisation verzeichnet in Honduras 24 terrestrische Nationalparks und Marine-Nationalparks, 16 Naturschutzgebiete und 2 Biosphärenreservate. Etwas über 23 Prozent der terrestrischen und etwas über 4 Prozent der marinen Fläche des Landes haben einen Schutzstatus.

## Nationalparks
- Celaque
- La Tigra
- La Muralla
- Cerro Azul Meámbar (Lago de Yojoa)
- Sierra de Agalta
- Pico Pijol
- Montaña de Yoro
- Cerro Azul
- Montaña de Comayagua
- Montaña Santa Bárbara
- Capiro Calentura
- Montecristo Trifinio
- Cusuco
- Jeannette Kawas
- Punta Izopo

## WeitereNaturschutzgebiete

### Biosphärenreservate, Anthropologische Reservate
- Biosphärenreservat Río Plátano (seit 1982 Weltnaturerbe der UNESCO)
- Tawahka
- El Carbón
- Montaña de la Flor

### Bioreservate
- Caratasca
- Río Tinto
- Rio Kruta
- Opalaca
- Montecillos
- El Chile
- El Guisayote
- Guajiquiro
- Rio Negro
- Misoco
- El Pital
- Yerba Buena
- Río Motagua
- Volcán Pacayita
- Cerro Monserrat
- Botanischer Garten von Lancetilla
- Uyuca
- EL Chiflador
- El Ciprezal
- Arenal
- Cayos Misquitos
- Cayos Zapotillos
- El Cedro
- El Pacayal
- Las Tanca
- Mogola
- Sabanetas
- San Pedro
- Piedra Apaguiz

### Wildreservate
- Montaña de Malacate
- Cuero y Salado
- Texiguat
- Montaña Verde
- Mixcure
- Laguna de Guaymoreto
- Erapuca
- Corralitos
- Puca
- El Armado
- Isla de Exposición
- Isla del Tigre
- Punta Ratón
- El Jicarito
- Port Royal
- Punta Izopo
- Santa Elena